# 김석기 (조선귀족)
김석기(金奭基, 1874년 7월 9일 ~ 1956년 9월 21일)는 일제강점기의 조선귀족이다. 본관은 연안이며 본적은 경성부 중구이다. 남작 김사철의 장남이다.

## 생애
1895년 장릉 참봉에 올랐고 1899년 12월 23일 6품에 올랐다. 1902년 3월 2일 영친왕부(英親王府) 전위(典衛), 1904년 2월 5일부터 1906년 5월 12일까지 영친왕부 전독(典讀)을 지냈고 정3품에 올랐다. 1907년 8월 19일부터 9월 3일까지 대한제국 학부 서기관을 지냈고 관립 한성일어학교 교장을 지냈다.
1912년 8월 1일 일본 정부로부터 한국 병합 기념장을 받았고 1914년 6월 10일 일본 정부로부터 조선귀족 사자(嗣子)로서 종5위에 서위되었다. 1928년 11월 16일 일본 정부로부터 쇼와 대례 기념장을 받았고 1935년 4월 1일 자신의 아버지였던 김사철이 받은 남작 작위를 승계받았다. 1939년 11월 조선유도연합회 평의원으로 선출되었으며 1940년 11월 10일 일본 기원 2600년 축전에 초대받은 것을 계기로 일본 정부로부터 기원 2600년 축전 기념장(정4위)을 받았다.
민족문제연구소의 친일인명사전 수록자 명단의 수작/습작 부문, 친일반민족행위진상규명위원회가 발표한 친일반민족행위 705인 명단에 포함되었다.

## 참고자료
- 친일반민족행위진상규명위원회 (2009). 〈김석기〉. 《친일반민족행위진상규명 보고서 Ⅳ-2》. 서울. 859~864쪽.